# Ulrich Holstein-Holsteinborg
Ulrich greve Holstein-Holsteinborg (født 13. maj 1949) er dansk godsejer, søn af kammerherre, hofjægermester Ib greve Holstein-Holsteinborg og Eva Sophie Nathalie, født baronesse Bertouch-Lehn. Greven, der har rang som lensbesiddende greve, er overhoved for alle grene af slægten  von Holstein i Danmark og Tyskland.  
Han er kammerherre, hofjægermester og honorær konsul for Estland og var 1977-2020 besidder af herregårdene Holsteinborg, Fuirendal og Snedinge, ved Skælskør og Næstved, hvilke han i 2020 overdrog til næste generation. 
I 1990 var han initiativtager til venskabsforeningen Dansk-Estisk Selskab, som han stadig er formand for. Han er kommandør af den estiske Terra Mariana-orden. I øvrigt har han talrige formandsposter og tillidshverv. Han er forfatter til en række udgivelser af lokal- og militærhistorisk art, herunder om H.C. Andersens mange ophold på de sydsjællandske herregårde.